# 刻琉斯
刻琉斯（或译为刻勒俄斯），希腊神话中的厄琉息斯国王。
刻琉斯与妻子墨塔涅拉育有多名子嗣，其中最著名的有特里普托勒摩斯和得摩丰。在《荷马颂歌》中献给得墨忒耳的篇章里，他是厄琉息斯教派最早的祭司。得墨忒耳寻找被哈得斯掠走的女儿珀耳塞福涅时曾到过他的家，受到盛情接待。一说刻琉斯就死于女神造访期间。
传说刻琉斯是几种农具的发明者。

## 资料来源
- 伪阿波罗多洛斯，《书库》，1.5.1~1.5.2
- 《世界神话辞典》，辽宁人民出版社，ISBN 7-205-00960-X